# Мурру, Никола
Никола Мурру (итал. Nicola Murru; родился 16 декабря 1994 года, Кальяри, Италия) — итальянский футболист, защитник клуба «Сампдория».

## Клубная карьера
Мурру — воспитанник клуба «Кальяри» из своего родного города. Летом 2011 года Никола был включён в заявку основной команды. 17 декабря в матче против «Кьево» он дебютировал в итальянской Серии A, заменив во втором тайме Давиде Бьондини. В 2012 году после того, как клуб покинул Алессандро Агостини, Мурру стал чаще выходить на поле подменяя Данило Авелара. По итогам сезона команда вылетела в Серию B и её покинули ведущие футболисты. Никола остался в клубе и помог ему вернуться в элиту спустя год.
Летом 2017 года Мурру перешёл в «Сампдорию», подписав контракт на пять лет. Сумма трансфера составила 7 млн. евро. 27 августа в матче против «Фиорентины» он дебютировал за новую команду.

## Происшествие
В конце мая 2015 года фанаты «Кальяри», недовольные результатами команды, ворвались на базу клуба и призвали футболистов приложить усилия для победы над «Наполи» в ближайшем туре чемпионата. Ситуация вышла из-под контроля, в результате Мурру получил от фанатов несколько ударов в лицо.